# オー＝ラン県
オー＝ラン県（オー＝ランけん、フランス語：Haut-Rhin、標準ドイツ語：Oberelsass（オーバーエルザス）、アルザス語：Owerelsàss（オーヴァーエルザス））は、フランス北東部、グラン・テスト地域圏にある県である。
東はライン川によって区切られているドイツ国境、西はテリトワール・ド・ベルフォール県、南はスイス、北はバ＝ラン県、ヴォージュ県及びヴォージュ山脈と接している。県の名前はフランス語でライン川上流を意味する。INSEE番号（アルファベット順県番号）68。県庁所在地はコルマール。

## 歴史

1871年以降の県境の変化

オー＝ラン県は旧83県の一つで、フランス革命の際、1789年12月22日に発行された法律によって1790年3月4日にアルザス地域圏の南半分（旧名en:Oberelsaß, オーバーエルザス県）として作られた。
区分の境界は何度も変更されてきた。
- 1790年、コルマール、アルトキルシュ、アメルシュウィールを含んでいた。
- 1795年、県が廃止され アルトキルシュ、アメルシュウィール、ベルフォール、コルマール、ダンヌマリーDannemarie, デルDelle, エギスアイムEguisheim, エンシスハイムEnsisheim, フォンテーヌFontaine, ジロマニーGiromagny, アブイェイムHabsheim, ヘルシングHirsingue, オルブールHorbourg, ユナングHuningue, ランツァーLandser, ルッターバッハLutterbach, サント＝マリー＝オー＝ミーヌSainte - Marie-aux-Mines, マセヴォー、マンステール、ヌフ＝ブリザックNeuf-Brisach, フェレットFerrette, リボーヴィレRibeauvillé, リクヴィールRiquewihr, ルファックRouffach, サンタマランSaint-Amarin, サント＝クロワ＝オー＝ミーヌSainte-Croix-aux-Mines , ラプートロワLapoutroie, セルネーCernay, スルスSoultz, タンThann, テュルクアイムTurckheimを含むものになる。
- 1798年、スイスの飛び地で自由都市だったミュルーズと合併する。
- 1800年、モン＝テリブル県と合併し、5つの郡（コルマール、アルトキルシュ、ベルフォール、ドレモン、ポラントリュイ）が作られる。
- 1814年、オダンクールとモンベリアールからモンベリアールが除かれ、モン＝テリブル県の領地をスイスに返却する。
- 1816年、オダンクールとモンベリアールがドゥー県に合併され、失う。
- 1871年、フランクフルト条約により、全体的にドイツの領土となり、オーバーエルザス県と呼ばれる。フランスにはベルフォールのみ残る。
- 1919年、ヴェルサイユ条約により、フランスに戻る。ベルフォールは分かれたまま残る。

## 地理
オー＝ラン県はアルザス地域圏の南部に当たる。
県中央は肥沃な平地が広がり、気候は大陸性気候に準ずる。

## 人口統計
| 1906年  | 1911年  | 1921年  | 1926年  | 1931年  | 1936年  | 1946年  |
| ------- | ------- | ------- | ------- | ------- | ------- | ------- |
| --      | --      | 468.963 | 490.654 | 516.726 | 507.551 | 471.705 |
| 1954年  | 1962年  | 1968年  | 1975年  | 1982年  | 1990年  | 1999年  |
| 509.647 | 547.920 | 585.018 | 635.209 | 650.372 | 671.319 | 708.025 |

## 地域区分

オー＝ラン県

オー＝ラン県には以下6つの郡が含まれる。
| 番号 | 名前                | 名前 フランス語 | 人口    | 面積 km2 | 人口密度 人/km2 | 小郡数 | コミューン |
| ---- | ------------------- | --------------- | ------- | -------- | --------------- | ------ | ---------- |
| 1    | アルトキルシュ郡 en | Altkirch        | 061,242 | 655      | 093             | 4      | 111        |
| 2    | コルマール郡 en     | Colmar          | 139,255 | 666      | 209             | 6      | 062        |
| 3    | ゲブヴィレール郡 en | Guebwiller      | 076,314 | 584      | 131             | 4      | 047        |
| 4    | ミュルーズ郡 en     | Mulhouse        | 304,295 | 634      | 480             | 9      | 073        |
| 5    | リボーヴィレ郡 en   | Ribeauvillé     | 049,311 | 462      | 107             | 4      | 032        |
| 6    | タン郡 en           | Thann           | 077,608 | 525      | 148             | 4      | 052        |

## 経済
オー＝ラン県はフランスで最も裕福な県の一つである。ミュルーズはプジョーの発祥の地であり、106と107のモデルを生産している。南スンゴー地区はフランスで最も失業率が低い（約2%）。地方は丘から成っている。オー＝ラン県の住人の多くはスイスのバーゼルで化学系の職に就いているが生活費が安いためフランスに居住している。

## 文化
- アルザス語

## 主なコミューン
- ミュルーズ fr:Mulhouse en:Mulhouse (110.359)
- コルマール fr:Colmar en:Colmar (65.136)
- サン＝ルイ fr:Saint-Louis en:Saint-Louis(19.961)
- ヴィーテナイム fr:Wittenheim (15.026)
- イルザック fr:Illzach en:Illzach (14.947)
- リークスエム fr:Rixheim en:Rixheim (12.608)
- リーディシェイム fr:Riedisheim en:Riedisheim (12.101)
- キンゲーサイム fr:Kingersheim en:Kingersheim (11.961)
- ゲブヴィレール fr:Guebwiller  (11.525)
- セルネー  fr:Cernay en:Cernay (10.446)
- ウィテルシェイム fr:Wittelsheim (10.226)